# Clytia universitatis
Clytia universitatis är en nässeldjursart som beskrevs av Torrey 1904. Clytia universitatis ingår i släktet Clytia och familjen Campanulariidae. Inga underarter finns listade i Catalogue of Life.